# SQL:2003
SQL:2003 — четверта версія мови запитів до баз даних SQL. Стандарт складається з дев'яти частин. Замінений стандартом SQL:2006.

## Нові можливості
Стандарт SQL:2003 вносить незначні зміни до всіх частин SQL:1999 (також відомого як SQL3), та офіційно впроваджує кілька нових можливостей, таких як:
- можливості, пов'язані з XML (SQL/XML)
- Віконні функції
- генератор послідовності, який дозволяє стандартизовані послідовності
- два нових типи стовпчиків: автоматично генеровані значення та стовпчики-ідентифікатори
- новий оператор MERGE
- розширення оператора CREATE TABLE, що дозволяють виконувати CREATE TABLE AS і CREATE TABLE LIKE
- видалено погано реалізовані типи даних BIT і BIT VARYING
- OLAP-можливості, початково додані у версії SQL:1999, розширено віконними функціями[2]

## Доступність документації
Стандарти SQL не є вільно доступними, але можуть бути придбані на сайті ISO або ANSI. Остання чернетка доступна у форматі ZIP. Цей архів містить кілька PDF-файлів, які визначають частини специфікації SQL:2003.